# Episodi di The Knick (prima stagione)
La prima stagione della serie televisiva The Knick, composta da 10 episodi, è stata trasmessa sul canale statunitense Cinemax dall'8 agosto al 17 ottobre 2014.
In Italia, la stagione è andata in onda in prima visione assoluta sul canale satellitare Sky Atlantic dall'11 novembre al 9 dicembre 2014.
Durante questa stagione esce dal cast principale Matt Frewer.
| nº | Titolo originale      | Prima TV USA      | Prima TV Italia  |
| -- | --------------------- | ----------------- | ---------------- |
| 1  | Method and Madness    | 8 agosto 2014     | 11 novembre 2014 |
| 2  | Mr. Paris Shoes       | 15 agosto 2014    | 11 novembre 2014 |
| 3  | The Busy Flea         | 22 agosto 2014    | 18 novembre 2014 |
| 4  | Where's the Dignity?  | 5 settembre 2014  | 18 novembre 2014 |
| 5  | They Capture the Heat | 12 settembre 2014 | 25 novembre 2014 |
| 6  | Start Calling Me Dad  | 19 settembre 2014 | 25 novembre 2014 |
| 7  | Get the Rope          | 26 settembre 2014 | 2 dicembre 2014  |
| 8  | Working Late a Lot    | 3 ottobre 2014    | 2 dicembre 2014  |
| 9  | The Golden Lotus      | 10 ottobre 2014   | 9 dicembre 2014  |
| 10 | Crutchfield           | 17 ottobre 2014   | 9 dicembre 2014  |

## Method and Madness
- Titolo originale: Method and Madness
- Diretto da: Steven Soderbergh
- Scritto da: Jack Amiel e Michael Begler

### Trama
New York City, 1900. Il visionario primario di chirurgia del Knickerbocker Hospital (il "Knick"), il dottor J.M. Christiansen, coadiuvato dal vice primario, il dottor John "Thack" Thackery e dal suo staff, fallisce per l'ennesima volta nella buona riuscita della procedura da lui inventata per risolvere casi di parto prematuro, causando la morte della donna operata e del feto. Non sopportando la delusione, si chiude nel suo studio e si suicida sparandosi alla testa, provocando sgomento negli addetti dell'ospedale. La tragedia mette ancor più in difficoltà la situazione già non rosea che il Knick sta attraversando: l'ospedale vive una condizione di crisi economica grave, ed il responsabile della struttura, Herman Barrow, è alla costante ricerca di finanziamenti da parte di potenti, ma è altrettanto disastroso nel gestire i fondi a sua disposizione, contraendo debiti con personaggi poco raccomandabili. Il consiglio di amministrazione si riunisce per decidere il futuro della struttura, presieduto da Cornelia Robertson, figlia di un ricco capitano, principale finanziatore dell'ospedale: Barrow e la donna affidano l'incarico di nuovo primario di chirurgia al Dr. Thackery, che accetta proponendo come vice il giovane dottor Everett Gallinger. Cornelia suggerisce per il ruolo il nome del dottor Algernon Edwards, in arrivo da Boston, stimato dai Robertson e con un curriculum invidiabile. Tuttavia, una volta che Thack fa la conoscenza del giovane, scoprendo che è nero, va su tutte le furie e lo snobba offendendolo duramente. Nonostante ciò è costretto a tenerlo nel suo staff in seguito alle pressioni di Barrow e dei Robertson, ma lo relega a ruoli estremamente marginali e frustranti.
Al Knick viene intanto ricoverato un uomo gravemente ferito all'addome dopo essere stato investito da un tram: le sue condizioni peggiorano anche a causa di una non perfetta sutura delle ferite eseguita dalla nuova infermiera, la giovane Lucy Elkins, che attira le simpatie del dottor Bertram Chickering Jr., detto “Bertie", ma che sembra sviluppare una certa attrazione per Thack, sebbene questo la rimproveri per il lavoro mal svolto.
La salute dell'uomo peggiora vertiginosamente, ed è necessaria un'operazione per rimuovergli parte dell'intestino, finito in setticemia; Thack è irreperibile in ospedale ed i dottori incaricano la Elkins di andare urgentemente a chiamarlo a casa sua. Giunta alla casa del primario, l'infermiera lo trova nel letto in condizioni critiche, nel bel mezzo di una crisi d'astinenza da cocaina: Thack ne è infatti totalmente dipendente, all'insaputa di tutti, e ad introdurlo a tale sostanza scopriamo essere stato il Dr. Christiansen, anch'egli assiduo utilizzatore. Thack implora Lucy di iniettargli in vena una dose già pronta, e la ragazza scioccata ubbidisce. Fatto ciò il dottore sembra completamente ripreso ed ansioso di operare il paziente: l'operazione viene conclusa in maniera perfetta e la vita dell'uomo salvata, grazie anche ad un metodo innovativo inventato da Thack stesso. Ad essa assiste, solo passivamente, anche Edwards che, colpito dalla bravura del primario, gli comunica di voler restare al Knick, nonostante le vessazioni subite.
- Guest star: Melissa Errico (Catherine), Collin Meath (Phinny Sears), Lucas Papaelias (Eldon Pouncey), Frank Wood (Signor Havershorn).
- Altri interpreti: Michael Berrese (Rappresentante di Parke Davis), Karl Bury (Signor Corker), Louis Butelli (Signor Gentile), Christopher Dalbey (Autista), Kate Easton (Signora Warren), Caitlin Johnston (Suora infermiera), Lucy Jurevics (Yetta Krawetz), Ying Ying Li (Lin-Lin), Caitlin McDonough-Thayer (Signorina Telfer), Richard James Porter (Monsignor Joseph Mills Lawlor), Martins Straupe (Signor Krawetz), Monty Stuart (Pete), Aija Terauda (Signora Krawetz), Zenon Zeleniuch (Proprietario dei bassifondi).
- Ascolti USA: telespettatori 354 000[1]

## Mr. Paris Shoes
- Titolo originale: Mr. Paris Shoes
- Diretto da: Steven Soderbergh
- Scritto da: Jack Amiel e Michael Begler

### Trama
Thack è nello studio che fu del suo mentore, il Dr. Christiansen, e gli torna alla mente il giorno in cui, da giovane, si presentò per la prima volta al Knick come suo nuovo addetto, attratto dalla voglia di cambiare il mondo della chirurgia dell'allora primario. Le cose adesso sono totalmente cambiate, e l'opera di elettrificazione dell'ospedale, ordinata e finanziata dai Robertson, si rivela un disastro, tanto che, durante un'operazione condotta da Thack e dal suo staff, un paziente prende fuoco ed un'infermiera muore a causa di un improvviso cortocircuito. Cornelia ed il primario chiedono spiegazioni a Barrow, il quale promette di fare causa alla ditta che ha vinto l'appalto per eseguire l'opera; in realtà la colpa dell'incidente è di Barrow stesso, che ha affidato l'incarico ad una ditta scadente ed a basso costo, per poter trattenere i restanti soldi del finanziamento e soddisfare i numerosi debiti da cui è attanagliato.
Edwards continua a non essere considerato da Thack, ed è disprezzato anche da Gallinger, al quale ha sottratto il posto di vice primario; solo Chickering sembra nutrire simpatia nei suoi confronti. In una delle solite giornate passate in ambulatorio, tuttavia, Edwards nota che una signora di colore non viene ammessa alle cure e discriminata, così decide, all'insaputa di tutti, di mettere in piedi un ospedale improvvisato nei sotterranei del Knick, nel quale curare le persone della sua razza, sottraendo di nascosto strumenti e medicinali dell'ospedale, cominciando proprio con la signora vista in precedenza, alla quale cura una brutta ferita al braccio.
L'infermiera Elkins e Thack hanno un dialogo privato, nel quale la ragazza chiede al primario spiegazioni sul perché il dottore utilizzi la cocaina e ne sia dipendente: Thackery risponde che ciò gli è necessario per separare la vita all'interno dell'ospedale da quella al di fuori di esso, per non impazzire e non soffrire eccessivamente gli insuccessi e le difficoltà della vita da chirurgo. Poi chiede alla ragazza di non rivelare a nessuno della sua dipendenza, in quanto un'eventuale scoperta lo danneggerebbe agli occhi dei colleghi e dei pazienti
Barrow deve 9 000 dollari ad un potente gangster locale, Bunky Collier, il quale manda degli scagnozzi al Knick per avvisarlo della scadenza del termine per il pagamento del debito. Disperato e con pochi soldi, Barrow si reca dal malvivente chiedendo una proroga di una settimana, ma Collier lo minaccia pesantemente, dandogli ancora due giorni di tempo, strappandogli poi un dente.
- Guest star: Emily Bergl (Signora Hemming), Melissa Errico (Catherine), Danny Hoch (Bunky Collier), Rob Morgan (Becchino), Andy Murray (Clarence Mulkeen).
- Altri interpreti: Happy Anderson (Jimmy), Lucas Papaelias (Eldon Pouncey), Suzanne Savoy (Victoria Robertson), Perry Yung (Ping Wu), Bridget Barkan (Nora), Ashley Bryant (Infermiera), Christopher Gates (Dottor Lyons), Ryan Homchick (Inserviente Schleif), Robert Michael Hugel (Signor Gatchell), Caitlin Johnston (Suora infermiera), Victoria Leigh (Cora Hemming), David Neal Levin (Signor Olynyk), Ying Ying Li (Lin-Lin), Pei Pei Lin (Delores), Dean Neistat (Signor McCarthy), Kim Rideout (Cameriera di Cornelia), Erika Rolfsrud (Madre del paziente di Algernon), Zuzanna Szadkowski (Infermiera Pell), Pernell Walker (Ida Harris).
- Ascolti USA: telespettatori 419 000[2]

## The Busy Flea
- Titolo originale: The Busy Flea
- Diretto da: Steven Soderbergh
- Scritto da: Jack Amiel e Michael Begler

### Trama
La ex fidanzata di Thack, Abigail Alford, si presenta al Knick e chiede al primario di essere da lui operata per ricostruirle il naso, completamente eroso a causa della sifilide che la donna ha contratto. Con un po' di stupore per l'incontro inaspettato, Thack accetta.
Per estinguere parte del debito con Collier, Barrow trafuga il corpo di un uomo appena morto dall'obitorio dell'ospedale e lo rivende ottenendo i soldi necessari per ripagare il gangster; nonostante ciò la sua condizione economica resta precaria. Nei quartieri nobili della città si diffonde una sospetta epidemia tifoide e Cornelia,  assieme all'ispettore del ministero della salute, Jacob Speight, avvia un'indagine tra le case dei ricchi signori di New York per individuare il focolaio iniziale. Tra le prime vittime vi è la figlia degli Hemming, la piccola Cora, che sembra avere poche chance di sopravvivenza: Cornelia chiede a Thack di tentare un'ultima operazione ed il primario accetta solo in seguito, illuminato dopo un dialogo con l'infermiera Elkins.
Edwards assolda degli operai neri del Knick come improvvisati membri del suo ospedale clandestino, ed accoglie un primo paziente, che inizialmente opera con successo, ma che poi, in seguito a complicazioni, muore nella sala operatoria costruita dal giovane dottore, che per sfogare la sua delusione spende la serata in un bar ubriacandosi e provocando un uomo, picchiandolo poi duramente.
- Guest star: Emily Bergl (Signora Hemming), LaTonya Borsay (Evaline Edwards), Jennifer Ferrin (Abigail Alford), Danny Hoch (Bunky Collier), Rachel Korine (Junia), Molly Price (Effie Barrow).
- Altri interpreti: Happy Anderson (Jimmy), Ylfa Edelstein (Infermiera Baker), Antwayn Hopper (Woodson), Collin Meath (Phinny Sears), Adam Mucci (Dietz), Andy Murray (Clarence Mulkeen), Suzanne Savoy (Victoria Robertson), Ito Aghayere (Donna al bar), Dominique Fishback (Donna nera), Reagan Frommer, Craig Mums Grant (Paziente con l'ernia), Allison Guinn (Infermiera), Bonita Hamilton (Signora Gamble), Brian Tyree Henry (Larkin), Robert Michael Hugel (Signor Gatchell), Jeannine Johnson, Aaron Joshua (Uomo al bar), Kyle Knauf (Signor Zincone), Liudmila Lantsova, Ghana Leigh (Signorina Odom), Victoria Leigh (Cora Hemming), Leopold Manswell (Hiram), James Joseph O'Neil, Zuzanna Szadkowski (Infermiera Pell), Jessica Keenan Wynn (Suor Theresa).
- Ascolti USA: telespettatori 407 000[3]

## Where's the Dignity?
- Titolo originale: Where's the Dignity?
- Diretto da: Steven Soderbergh
- Scritto da: Jack Amiel e Michael Begler

### Trama
Dopo numerosi tentativi, Bertie convince Gallinger e Thack a sperimentare la procedura galvanica di Edwards per curare i casi di aneurisma all'aorta su un paziente; Thack lascia che sia Gallinger ad eseguirla su indicazioni di Edwards che però, nel momento critico della stessa, quando il paziente rischia il dissanguamento, si rifiuta di proposito di procedere con la spiegazione, per poter prendere le redini dell'operazione e concluderla con successo, cosa che avviene. Ciò contribuisce a rendere sempre più difficili i rapporti tra i due emergenti dottori.
Cleary, l'autista dell'ambulanza del Knick, scopre che suor Harriett, l'ostetrica che gestisce l'orfanotrofio di competenza dell'ospedale, si fa pagare per eseguire aborti a domicilio al di fuori del suo turno di lavoro e, mettendola alle strette, la costringe a suddividere i suoi guadagni con lui, in cambio di silenzio e protezione.
Edwards, i cui genitori lavorano per i Robertson, viene invitato dal Capitano Robertson (che gli ha pagato gli studi), alla festa di fidanzamento di Cornelia, e conosce il rampollo Philip, che comunica al dottore la volontà di trasferirsi con la futura moglie (amica d'infanzia di Algernon) a San Francisco, dopo le nozze. Notizia che non sembra rendere entusiasta né il dottore, né la figlia dei Robertson.
L'infermiera Elkins comincia a sviluppare una forte attrazione per Thack, tanto da pedinarlo per scoprire dove si rechi dopo il lavoro: un club gestito da Ping Wu, un potente trafficante d'oppio cinese, luogo che il primario frequenta quotidianamente. La giovane rimane sconvolta quando vede Thack adagiato su un letto assieme ad una prostituta ed assuefatto dall'effetto della droga assunta.
- Guest star: Emily Bergl (Signora Hemming), LaTonya Borsay (Evaline Edwards), Jennifer Ferrin (Abigail Alford), Tom Lipinski (Phillip Showalter), Reg Rogers (Bertram Chickering, Sr.), Gary Simpson (Hobart Showalter).
- Altri interpreti: Melissa Errico (Catherine), Lucas Papaelias (Eldon Pouncey), Suzanne Savoy (Victoria Robertson), Lily Brahms (Clara Chickering), Phillip JM Chorba (Quinn), Johanna Day (Eunice Showalter), Ylfa Edelstein (Infermiera Baker), Robert Michael Hugel (Signor Gatchell), Ying Ying Li (Lin-Lin), Pei Pei Lin (Delores), Jason Martin (Soccorritore di McTeague), Katarina Morhacova (Giovane donna), Samuel Muriithi (Servitore in uniforme), Rebecka Ray (Paziente ebrea), Zuzanna Szadkowski (Infermiera Pell), Clarke Thorell (Signor McTeague), David Tichy ("Acchiapparatti"), Tom Treadwell (Signor Edison), Craig Waletzko (Venditore), Jon Patrick Walker (Medico all'orfanotrofio), Maja Wampuszyc (Signora Zygmund).
- Ascolti USA: telespettatori

## They Capture the Heat
- Titolo originale: They Capture the Heat
- Diretto da: Steven Soderbergh
- Scritto da: Steven Katz

### Trama
Edwards continua il suo lavoro nei sotterranei dell'ospedale, e cura brillantemente un'ernia ad un paziente cubano utilizzando un metodo da lui inventato.
Bertie prova ad avvicinare l'infermiera Elkins, dalla quale è evidentemente attratto; tuttavia è costretto a desistere momentaneamente, in quanto suor Harriett lo informa di un nuovo caso di parto prematuro. È il primo dal giorno della morte di Christiansen, ed il giovane dottore corre a chiamare Thack ma, anche se per poco, i due falliscono ancora utilizzando la procedura dell'ex primario, causando la morte della paziente e del nascituro.
Nel frattempo, la piccola figlia di Gallinger si ammala gravemente, manifestando i sintomi della meningite: se dapprima la provenienza della malattia sembra misteriosa, si scopre, in seguito, che la colpa è di Everett (il giovane aveva inavvertitamente toccato le ferite di un paziente morso da un ratto discutendo con Edwards ed, una volta a casa, aveva toccato la figlia senza essersi lavato le mani). La bambina viene ricoverata al Knick, ma le sue condizioni sono disperate.
- Guest star:
- Ascolti USA: telespettatori

## Start Calling Me Dad
- Titolo originale: Start Calling Me Dad
- Diretto da: Steven Soderbergh
- Scritto da: Jack Amiel e Michael Begler

### Trama
Thack chiama Bertie a casa nel cuore della notte e gli comunica di aver trovato un rimedio per far funzionare la procedura di Christiansen per i casi di placenta previa; Bertie lo aiuta a perfezionarlo ulteriormente, ed al primo caso pratico i due dottori lo sperimentano con successo su una donna, ed il primario può così finalmente rendere ufficiale il nuovo metodo, comprendendo tra gli autori dello stesso anche Christiansen e Chickering Jr..
La piccola Lillian, la figlia dei Gallinger, muore, ma la madre, Eleanor, non sembra accettare la scomparsa della piccola, comportandosi in maniera molto strana. Suor Harriett propone ad Everett la possibilità di adottare una bambina orfana per lenire il dolore dei due.
Speight e Cornelia individuano la cameriera che ha contribuito a diffondere il tifo tra le famiglie benestanti della città, una donna chiamata dall'ispettore "Mary tifoide", e la fanno arrestare. La figlia dei Robertson, una volta a casa, viene terrorizzata dal futuro suocero, il ricco Hobart Showalter, che entra di nascosto nella camera da letto della giovane facendole avances molto spinte.
Thack si imbatte casualmente nell'ospedale clandestino di Edwards e scopre in pieno il vice primario, minacciandolo di gravi punizioni per i suoi comportamenti. Però, quando Algernon gli mostra i pazienti operati con successo e le sue innovative procedure, rimane senza parole e non può che complimentarsi col giovane. Edwards allora rilancia, chiede a Thack di riconoscerlo ufficialmente come vice primario e di assegnargli incarichi consoni al suo ruolo all'interno del Knick; in cambio, Algernon promette al primario di condividere con lui le sue nuove invenzioni. Thack, stuzzicato dall'idea, accetta, ed invita ufficialmente Edwards nello staff del Knick.
- Guest star:
- Ascolti USA: telespettatori

## Get the Rope
- Titolo originale: Get the Rope
- Diretto da: Steven Soderbergh
- Scritto da: Jack Amiel e Michael Begler

### Trama
Il corrotto poliziotto Phinny Sears avvicina una donna nera proponendole di diventare una prostituta protetta da Bunky Collier; questa, offesa, chiama il marito, che accoltella il poliziotto in seguito ad una colluttazione. Nonostante le cure di Thack ed Edwards, Sears muore e per le strade della città si scatena l'inferno: i cittadini vogliono vendicare il poliziotto e linciano qualsiasi persona di colore in giro per la città. Quando si sparge la voce che l'assassino di Phinny si trova nel Knick, i cittadini, aiutati dalla polizia, sfondano le porte dell'ospedale e lo mettono a ferro e fuoco alla ricerca del presunto colpevole. Un po' a sorpresa, Thack si schiera in difesa dei cittadini neri e di Edwards stesso, anch'egli in pericolo e, finché è possibile, li fa trasferire nei sotterranei del Knick, dove anche gli altri membri dell'ospedale vengono a conoscenza dell'ospedale costruito da Edwards, rimanendone perlopiù stupiti in positivo (eccetto Gallinger e Barrow).
Quando la situazione precipita, Cornelia e Thack, aiutati da Lucy Elkins e da suor Harriett, decidono di trasferire i pazienti neri ed Edwards nell'ospedale per persone di colore della città e qui, assieme al primario dell'ospedale, un vecchio amico di Algernon, tutti si danno da fare per curare le vittime della furia razzista della popolazione.
Al termine della dura giornata, placatasi la protesta, Cornelia ed Edwards si ritrovano nei sotterranei del Knick a rivangare la loro infanzia, e si baciano appassionatamente. Anche Thack e Lucy tornano verso casa assieme e consumano un rapporto sessuale nel dormitorio delle infermiere dove alloggia la Elkins.
- Guest star: Michael Cerveris
- Ascolti USA: telespettatori

## Working Late a Lot
- Titolo originale: Working Late a Lot
- Diretto da: Steven Soderbergh
- Scritto da: Jack Amiel e Michael Begler

### Trama
A causa della guerra filippino-americana, molte navi, tra cui quelle che trasportano medicinali, in particolare cocaina, sono state affondate ed a New York risulta arduo trovare la sostanza. Thack è preoccupato anche per se stesso, ma per qualche giorno riesce a cavarsela grazie a Lucy (ormai totalmente innamorata del dottore), che incredibilmente riesce a reperire e passargli tre dosi.
Il primario, assieme al suo staff, partecipa al convegno organizzato dall'Associazione Metropolitana della Chirurgia, a cui sono presenti i più noti medici americani dell'epoca, presentando, con molte difficoltà, dovute al manifestarsi dei sintomi tipici dell'astinenza da cocaina, la procedura per la cura dell'ernia inguinale, sperimentata da lui ed Edwards. Al convegno, Thack fa la conoscenza del preparato dottor Zinberg, per il quale sviluppa da subito un forte senso di antipatia e competizione.
Suor Harriett ed Everett portano Grace, una piccola orfana, a casa del giovane, per farla conoscere ad Eleanor. La donna non ne vuole sapere di adottare la bambina, ritenendosi responsabile per la morte della figlia Lillian e maledetta per questo fatto, ma Everett insiste e la forza ad accettare l'adozione, sperando che ciò possa giovarle anche in termini di salute. Tuttavia, tornato dall'ospedale, il giovane trova la moglie intenta a tessere quello che la stessa dichiara essere un cappello per Lillian, e vede che Grace è trascurata ed abbandonata a se stessa in salotto, rendendosi conto che la salute mentale di Eleanor è ormai irrimediabilmente compromessa.
Cornelia è apparentemente piena di lavoro al Knick, ma in realtà si intrattiene all'ospedale più del dovuto in quanto ha una relazione clandestina con Edwards. La donna viene a sapere che Mary tifoide ha assunto un avvocato denunciando lei e Speight per essere stata arrestata ingiustamente; al processo per stabilire le reali colpe della donna, al quale partecipa anche Bertie, in veste di consulente del Knick, nonostante le palesi responsabilità dimostrate, l'ex cameriera viene scagionata e torna in libertà. Dopo il giudizio Bertie intavola un discorso col padre, anch'egli famoso dottore, che da tempo tenta di convincere il figlio ad abbandonare il Knick ed in particolare Thack, che il padre di Bertie mal sopporta: il giovane ribadisce però la volontà di rimanere all'ospedale, anche per la presenza nello stesso di una giovane donna di cui si è innamorato e che vuole sposare, ovvero Lucy Elkins.
Thack ha rapidamente terminato le tre fiale di cocaina e si trova in enormi difficoltà, così, prima di operare un paziente, decide di assumere una dose di stricnina per far fronte alla sua astinenza, ma con risultati disastrosi, tanto che è costretto ad abbandonare l'operazione con una scusa. Il primario allora si rifugia da Ping Wu, lasciandosi andare agli effetti dell'oppio del potente trafficante cinese.
- Guest star:
- Ascolti USA: telespettatori

## The Golden Lotus
- Titolo originale: The Golden Lotus
- Diretto da: Steven Soderbergh
- Scritto da: Steven Katz

### Trama
Thack viene sorpreso da due poliziotti a rubare cocaina e calmanti in una farmacia della città e viene arrestato. Barrow e il capitano Robertson sono costretti a pagare i poliziotti per il loro silenzio e il proprietario della farmacia, affinché non denunci il medico. Tuttavia Robertson affida a Barrow il compito di far sì che Thackery possa in qualche modo superare la sua dipendenza.
Lucy, appresa la notizia, e disposta a tutto per curare l'uomo che ama, si reca da Ping Wu, cui chiede della cocaina per Thack. Il trafficante, nonostante l'amicizia col dottore, non concede nulla in regalo alla ragazza, ma, colpito dalla sua bellezza, le propone 10 grani d'oppio e 100 dollari in cambio di un rapporto sessuale con lei nel quale, peraltro, Lucy deve infilare il suo piede ("il loto dorato") in bocca al trafficante. in seguito per soddisfare le continue richieste di cocaina di thack, si reca in un ospedale tedesco della zona e lì, fingendosi una studentessa, ruba una buona quantità di cocaina.
Cornelia rivela a Edwards di essere rimasta incinta di lui ma, nonostante la gioia del giovane vice primario, lo informa anche di non poter tenere il bambino, temendo ripercussioni per il futuro di entrambi e implora Algernon di farla abortire. Il dottore, suo malgrado, è costretto ad accettare, ma al momento di eseguire la procedura, non ha la forza di portarla a termine.
Everett è enormemente stressato per la propria situazione familiare, tanto da commettere errori piuttosto banali sui suoi pazienti. Dopo essere stato ripreso da Edwards, il giovane si accorge che la moglie è entrata al Knick spingendo al passeggino la figlia Grace ed, inorridito, scopre che Eleanor ha ucciso la piccola mettendole la testa nel ghiaccio, sospettando a suo dire che si fosse ammalata di meningite. Questo ennesimo e tragico episodio getta Gallinger nella disperazione più totale, al punto di spingere il dottore ad affidare la moglie alle cure di un manicomio.
- Guest star:
- Ascolti USA: telespettatori

## Crutchfield
- Titolo originale: Crutchfield
- Diretto da: Steven Soderbergh
- Scritto da: Jack Amiel e Michael Begler

### Trama
Cornelia contatta Leary per abortire, e scopre che la donna che eseguirà la procedura è suor Harriett. Una volta abortito, la ragazza ha un dialogo con Edwards, il quale annuncia alla Robertson la sua volontà di non partecipare all'imminente matrimonio della amata.
Everett visita la moglie nel manicomio diretto dal dottor Cotton, scoprendo i discutibili metodi di cura del medico, che ha tolto tutti i denti ad Eleanor essendo convinto che la malattia mentale possa annidarsi tra gli stessi, così come in altre zone del corpo umano, quali il colon e le tonsille.
Il dottor Zinberg viene ospitato al Knick, dove opera brillantemente un paziente affetto da anemia. In seguito, il dottore annuncia di star lavorando allo studio dei gruppi sanguigni, che ha scoperto essere più di uno, proponendo a Thack ed al suo staff di collaborare per la realizzazione di un'opera rivoluzionaria. Il primario del Knick, tuttavia, rifiuta non fidandosi del dottore e propone ai suoi collaboratori di lavorare per battere sul tempo il rivale e pubblicare prima di lui l'opera, nonostante le perplessità di Edwards e Bertie. Thack è ormai ai minimi termini per gli effetti della cocaina da lui assunta e si comporta in maniera totalmente irrazionale: crede di essere giunto ad una svolta nello studio del sangue ed è convinto di poter curare una bambina anemica utilizzando una trasfusione, ma i suoi calcoli sono clamorosamente errati e finiscono col causare la morte della giovane. Il primario si rende conto di essere giunto ad un punto di non ritorno.
Barrow è ancora oberato dai debiti nei confronti di Bunky Collier, e viene umiliato dallo stesso mentre è in compagnia di una prostituta della quale si era innamorato. Questo ennesimo atto fa scattare nell'uomo un desiderio di vendetta: decide di presentarsi da Ping Wu e, fingendo di parlare a nome di Thack, cui il trafficante doveva un favore (Thack gli aveva salvato la vita durante una delle tante nottate passate da lui), gli chiede di uccidere Collier. Wu ricambia il favore, ma si accorge ben presto che Barrow gli ha mentito e così, sottratto a Collier il quaderno in cui il gangster aveva segnato l'ammontare dei debiti di Barrow, gli comunica che d'ora in poi è suo debitore per le stesse cifre.
Cornelia e Philip si sposano, mentre Edwards si ubriaca e ingaggia l'ennesima rissa in un bar, stavolta con un pugile di colore, che lo malmena pesantemente. Anche le condizioni di Thack sono disastrose e Lucy corre a chiamare Bertie al matrimonio, implorandolo di aiutare il primario. Chickering capisce che la ragazza è innamorata e complice del dottore, si rende conto che il suo mentore è una persona problematica, come il padre da tempo cercava di fargli capire, ed ha uno scatto d'ira contro Lucy, da cui si sente tradito. Il giovane, tuttavia, chiama il padre, che giunge al Knick e placa la crisi di Thackery, prescrivendo per il primario un periodo di cura in una struttura per la sua disintossicazione.
Il consiglio di amministrazione del Knick, vista la persistente situazione di crisi economica dell'ospedale e la difficoltà del suo primario, decide di chiudere la struttura e di trasferire l'ospedale in un altro quartiere della città.
Thack giunge nel luogo prescrittogli dal dottor Chickering Sr., e conosce il dottor Hackett: per la privacy, il primario del Knick si fa registrare con il cognome della madre, Crutchfield. Hackett lo informa che il periodo di disintossicazione non sarà lungo e che sarà curato con una sostanza innovativa e non tossica. Thackery può finalmente riposarsi e tirare un sospiro di sollievo, mentre sul comodino accanto al suo letto viene mostrata la sostanza con cui sarà curato: l'eroina.
- Guest star:
- Ascolti USA: telespettatori